# Жижин, Владимир Иванович
Владимир Иванович Жижин (30 июля 1949, Хрущево, Тульская область — 30 мая 2014) — советский дипломат, специалист по международным отношениям, в частности, скандинавским странам и проблемам ближневосточного урегулирования. Один из наиболее влиятельных сотрудников внешней разведки. Являлся самым молодым генералом в системе органов госбезопасности за послевоенную историю, получив звание генерал-майора за особые личные заслуги в 37 лет. В 1991 году считался главным претендентом на должность начальника разведки.
Свободно владел английским, немецким, норвежским и шведским языками.

## Биография
Родился 30 июля 1949 года в деревне Хрущево Заокского района Тульской области. В 60-х гг. переехал в Москву вместе с семьей, где окончил в 1966 году среднюю школу с золотой медалью. С 1966 года по 1971 год обучался в Московском Институте Международных Отношений на специалиста по международным отношениям и референта по странам Запада, окончил вуз с отличием.
Из воспоминаний первого секретаря посольства СССР в Норвегии, разведчика Грушко В. Ф.:
С Владимиром Жижиным я познакомился в Осло в 1970 году. Тогда он, студент МГИМО, проходил шестимесячную преддипломную практику в нашем посольстве. Владимир свободно говорил по-норвежски и подменял, когда была в этом необходимость, опытных дипломатов. Мне понравился этот молодой человек, проявлявший большой интерес к внешней политике, профессионально и успешно решавший различные задачи по линии посольства, легко устанавливавший контакты с иностранцами, вызывая их доверие и симпатию, обнаруживший незаурядные аналитические способности. Как-то сразу появилась уверенность в том, что он станет талантливым разведчиком... Через три года, после моего возвращения в Центр, он вновь приехал в Осло, теперь уже в качестве офицера советской внешней разведки.
По окончании института в 1971 году был рекомендован на работу в Комитет государственной безопасности СССР.
С 1971 года — на службе в разведке.
В 1970-х годах работал в третьем (англо-скандинавском) отделе Первого главного управления КГБ СССР. В статусе дипломатического работника посольства принимал непосредственное участие в переговорах с норвежской стороной по внешнеполитическим вопросам, в частности, разграничению континентального шельфа Баренцева моря, статуса спорных рыболовецких территорий («Серые Зоны»), консультациях относительно Шпицбергена и северных территорий, создания безъядерных зон («Atomic Free Zone») на территории Норвегии, а также по вопросам экономических отношений (соглашение о рыболовстве), разведки и добычи энергоносителей и т. д.
С 1980 по 1983 год — командирован в г. Нью-Йорк сотрудником постоянного представительства СССР при ООН. Занимался вопросами обеспечения безопасности СССР, принимал активное участие в работе делегации СССР. Из книги Грушко В. Ф.:
Жижин довольно быстро стал заметной фигурой в представительстве СССР при ООН. Он глубоко разобрался в сложных проблемах ближневосточного урегулирования, проявил себя квалифицированным экспертом по вопросам международных конфликтов вокруг Афганистана и Кипра. Было приятно узнать, что мой бывший подчиненный выделялся среди других советских сотрудников в Соединенных Штатах своими аналитическими способностями и умением заводить и поддерживать широкий круг связей. Он стал одним из наиболее доверенных лиц в окружении представителя при ООН О.А.Трояновского, неоднократно готовил проекты важных выступлений советской стороны в Совете Безопасности. Активная работа Жижина получала весьма лестную оценку как со стороны высшего руководства МИД СССР, так и со стороны нашего резидента в Нью-Йорке. Нам было известно, что иностранные, в том числе и норвежские, дипломаты ценили его умение вести политические беседы и обмениваться информацией.
С 1984 по 1988 — был командирован в представительство КГБ СССР при МГБ ГДР.
1 октября 1988 года, руководитель разведки Крючков В. А. ушёл на повышение, став Председателем КГБ. Жижин был приглашен на должность помощника Председателя и вскоре возглавил секретариат (Управление делами) КГБ, проработав на этой должности до 1991 года.
29 января 1991 года вернулся в советскую внешнюю разведку в должности заместителя начальника по Европе под руководством Шебаршина Л. В. Являлся одним из активных участников подготовки и заключения Договора о сокращении стратегических наступательных вооружений СССР-США и других внешнеполитических инициатив вплоть до событий Августовского путча, приведших к разгрому комитета.
Подал в отставку вскоре после провала августовского путча (в организации которого играл значительную роль) и назначения председателем КГБ СССР Бакатина В. В. в знак протеста против последовавшего после путча реформирования спецслужб и органов внешней разведки.
С 1997 по 2001 гг. — вице-президент Акционерного общества научно-технического развития «Регион» (АФК «Система»)
С 2001 по 2002 гг. — исполняющий обязанности Президента Акционерного общества научно-технического развития «Регион» (АФК «Система»), член Совета Директоров.
С 2001 по 2002 гг. — председатель Совета директоров Института Стратегических Оценок и Анализа (ИСОА), член редакционного совета и автор журнала «Вестник Аналитики»
С 2002 по 2012 гг. — начальник информационно-аналитического отдела РВО/ОАО «Зарубежнефть».
В 2012 г. вышел на пенсию по состоянию здоровья. Скончался 30 мая 2014 года после продолжительной болезни.

## Дело Трехолта
В 1984 году Жижин оказался замешан в громком деле с арестом высокопоставленного норвежского чиновника Арне Трехолта, которого обвинили в сотрудничестве с советской разведкой. Талантливый журналист, общественный деятель и дипломат, Трехолт издавна был известен своими непримиримыми левыми взглядами, которые никогда не скрывал и выступая на страницах социал-демократической прессы, и на государственной службе, где быстро продвинулся. Он являлся помощником министра торговли и судоходства, заместителем министра по вопросам морского права (участвовал в советско-норвежских переговорах по разграничению континентального шельфа Баренцева моря, в которых сыграл весьма заметную роль), работал советником представительства Норвегии в ООН.
Жижина и Трехолта связывала давняя дружба: они познакомились ещё в середине 70-х, когда Жижин работал пресс-атташе в посольстве СССР в Осло и участвовал в переговорах по проблемам Баренцева моря и торгово-экономических связей двух стран. Трехолт был социал-демократом, молодым идеалистом, ярким представителем «шестидесятников», протестовавших против действий США во Вьетнаме и Греции, и на этой почве сблизился с Жижиным, который разделял его взгляды. Впоследствии на суде Трехолт заявил, что поступал недостаточно осмотрительно, поскольку знал о принадлежности некоторых своих собеседников к советским спецслужбам.
В числе свидетелей обвинения на суде заочно выступали перебежчики Станислав Левченко, а также Олег Лялин и Олег Гордиевский, которые давали показания заочно, причём имя последнего не упоминалось (в то время он ещё не был разоблачен как британский агент и фигурировал как «надежный источник в КГБ одной из сотрудничающих с Норвегией разведок»). Гордиевский утверждал, что Трехолт входил в десятку самых важных агентов КГБ, а министр обороны Норвегии Фредрик Булль-Хансен оценил ущерб, нанесённый Трехолтом, в пять оборонных бюджетов Норвегии.
Отсидев в тюрьме восемь лет, Трехолт был помилован королевским указом в июле 1992 год и покинул Норвегию. После освобождения Трехолт дал множество интервью и написал несколько книг, в том числе «Серые зоны. Шпион, которого не было», в которых опровергал обвинения в передаче секретной информации СССР.
В интервью Российской Газете Трехолт говорил, что после освобождения полгода жил в доме своего друга Андреаса Папандреу, бывшего премьер-министра и министра обороны Греции, а в 1993 году приехал в Россию, где встретился со своими друзьями, которые помогли ему наладить нормальную жизнь после тюрьмы.
В своём интервью норвежскому изданию Aftenposten Жижин аналогично утверждал, что Трехолт никогда не был шпионом, хотя и являлся «полезным источником информации для органов советской разведки.. Трехолт был прекрасно осведомленным и образованным человеком, блестящим аналитиком и замечательным собеседником, мнение которого ценилось.. Действительно, вынашивалась идея его завербовать, но Трехолт был арестован, не будучи агентом». В интервью он сообщил, что план вербовки Трехолта был изначально провальным из-за «идейности» последнего, а про фабулу обвнинения заявил, что она «лишь подтверждает, как мало они о нас знают, при этом трубят, что знают всё». Он подтвердил, что во время работы в ООН они с Трехолтом обменивались материалами и документами, что широко распространено среди сотрудников, работающих в штаб-квартире ООН, но это не было взаимоотношением с агентом. Он также не отрицал, что использовал своё влияние, чтобы помочь в освобождении несправедливо осужденного друга. «Мы вышли на немецкого посредника, который помог обменять Арне на какаих-то немецких диссидентов… Мы с ним продолжаем оставаться в хороших отношениях, несмотря на то, что из-за нас его жизненный путь стал тернистым».

## События 1991 года и отставка
В декабре 1990 года Жижин, в то время начальник секретариата КГБ СССР, и помощник начальника ВГУ КГБ полковник Алексей Егоров получили задание от Председателя КГБ Крючкова В. А. осуществить проработку возможных первичных мер по стабилизации обстановки в стране на случай введения чрезвычайного положения. Данное поручение было связано с принятием в апреле 1990 г. Верховным Советом СССР закона о чрезвычайном положении, после чего МВД, Министерству обороны, КГБ и другим ведомствам было поручено проработать по своим линиям действия, которые могли потребоваться на случай введения такого ЧП. Материалы с перечнем первичных мер были подготовлены, однако до начала августа 1991 года не использовались.
В 1991 году центробежные тенденции в стране усилились. Планируемый к подписанию 20 августа новый Союзный Договор, предусматривал создание нового государства — Союз Суверенных Государств на базе 9 из 15 союзных республик СССР. 4 августа Президент СССР Михаил Горбачёв улетел в отпуск на объект в крымском Форосе.
5 августа Председатель КГБ Крючков, ссылаясь на поручение М. С. Горбачёва, поручил В. Жижину и А. Егорову подготовить уже подробную аналитическую справку на основе материалов от декабря 1990 г. о возможных последствиях введения в стране чрезвычайного положения. По линии Министерства обороны к работе был также подключён командующий Воздушно-десантными войсками СССР П. Грачёв.
Из представленной Крючкову аналитической справки следовало, что «обстановка в стране сложна, но контролируема», что «введение чрезвычайного положения возможно лишь после подписания Союзного договора, а до того — только в конституционных формах» и что «введение чрезвычайного положения способно лишь дестабилизировать обстановку".
Несмотря на рекомендации команды экспертов В. Крючкову и Д. Язову не вводить войска, и предупреждение, что введение чрезвычайного положения вызовет негативную реакцию населения, 19 августа 1991 года было объявлено о создании ГКЧП. Впоследствии стало известно, что за неделю до ГКЧП Крючков провел переговоры с Ельциным, который мог бы быть объявлен Президентом СССР на заседании Совета Федерации 21 августа. Однако Ельцин совместно с Хасбулатовым осуществил план по нейтрализации Крючкова перед запланированным вылетом на объект «Заря» в Форос для передачи власти. Хасбулатов в своих публикациях заявлял о взаимном недоверии сторон и подтвердил, что они с Ельциным сумели «обмануть обманщика» и "тактически переиграть заговорщиков и арестовать их, выманив из Москвы.
Жижин тяжело перенёс решение об объявлении ЧП до заключения нового Союзного Договора, силовое развитие событий и последовавший за этим развал системы госбезопасности, и через два месяца после Авгстовского переворота подал рапорт об отставке.

## Награды
- Почётный сотрудник госбезопасности
- Юбилейная медаль «60 лет Вооружённых Сил СССР»
- Юбилейная медаль «70 лет Вооружённых Сил СССР»
- Медаль «За безупречную службу» 1-й, 2-й, 3-й степеней
- Боевой орден «За заслуги перед народом и Отечеством» (ГДР)
- Бронзовая медаль братьев по оружию (ГДР)
- Многочисленные награды ИНО-СВР-ПГУ, Секретариата КГБ и Погранвойск КГБ